# The Wanderer (альбом Донны Саммер)
The Wanderer — восьмой студийный альбом американской певицы Донны Саммер, выпущенный в 1980 году. Это был первый релиз певицы на новом лейбле Geffen Records. Пластинка вошла в топ-20 американского Billboard 200, а заглавный трек достиг третьей позиции в Billboard Hot 100.

## Предыстория
В 1970-х Донна была самой популярной женской исполнительницей в стиле диско. Все синглы и альбомы она выпускала, сотрудничая с лейблом Casablanca Records. В конце концов Саммер почувствовала, что лейбл эксплуатирует её, создав образ некой секс-бомбы и чуть ли не «ночной бабочки». Более того, Casablanca стала вмешиваться в её личную жизнь. Донна впала в тяжелую депрессию, но нашла излечение в христианской вере. Обретя в себе новые силы, она решила порвать с Casablanca и ушла от них через суд, после чего стала первым артистом кто подписал контракт с недавно созданным лейблом Geffen Records.
В это время диско-музыка переживала период упадка. Жанры рок и нью-вейв становились более популярными, а для большинства людей диско-музыка стала «отстоем». Одни считали её гламурным продуктом для обывателей, у других диско-культура ассоциировалась с наркоманией, третьих возмущал избирательный подход диско-культуры (вышибалы на входе в дискотеки часто не пускали людей, одетых в будничные джинсы и майки, требуя блестящих праздничных нарядов). В 1980 году плакаты с надписью «диско — отстой» распространились по всему миру. Пластинки с «диско» музыкой стали терпеть полный крах — их перестали покупать. Поклонники Донны Саммер недоумевали, в каком же направлении пойдет дальше их «королева диско». Впрочем, её последний альбом Bad Girls уже содержал в себе, помимо привычного диско, элементы соула, R&B и рок-музыки. Саммер решила оставить диско позади и записать новый альбом в стиле рок и нью-вейв. Пластинка была написана в соавторстве и спродюсирована Джиорджо Мородером и Питом Белоттом, которые сотрудничали с ней с 1974 года.
Песни «Nightlife» и «Cold Love» имели сильное гитарное звучание, последняя была номинирована на «Грэмми» в категории «Лучший женский рок-вокал». Другие треки как «Looking Up» или «Breakdown» были более танцевальными. Песня «I Believe in Jesus» получила также номинацию «Грэмми» за «Лучшее духовное исполнение».

## Релиз
Альбом был позитивно принят критиками, многие с восторгом восприняли решение певицы двигаться в новом направлении и хвалили продюсерскую работу.
Альбом достиг 13-й позиции в Billboard 200 с продажами 600 000 копий в США, что обеспечило альбому золотую сертификацию в стране. В Европе пластинка была принята также хорошо, она заняла 2-е место во Франции и 8-ю в Испании, в Норвегии и Швеции альбом вошёл в первую двадцатку, а вот в Великобритании занял только 55-ю позицию.
Заглавный трек достиг 3 позиции в американском Billboard Hot 100. Следующие синглы «Cold Love» и «Who Do You Think You’re Foolin’» не были столь успешными и едва вошли в топ-40.
На лейбле Geffen Records делали высокие ставки на артиста такого уровня как Донна Саммер, однако успех альбома The Wanderer руководство не удовлетворили. В следующем году к выходу планировался к выпуску альбом Донны I’m a Rainbow, созданный тандемом Мородер — Белотт, однако лейбл принял решение не выпускать данную пластинку и нанял Куинси Джонса для работы над совершенно новым альбомом.

## Список композиций
| №  | Название            | Автор(ы)                                  | Длительность |
| -- | ------------------- | ----------------------------------------- | ------------ |
| 1. | «The Wanderer»      | Донна Саммер, Джорджо Мородер             | 3:47         |
| 2. | «Looking Up»        | Пит Белотт, Джорджо Мородер, Донна Саммер | 3:57         |
| 3. | «Breakdown»         | Харольд Фальтермайер, Пит Белотт          | 4:08         |
| 4. | «Grand Illusion»    | Джорджо Мородер, Донна Саммер             | 3:54         |
| 5. | «Running for Cover» | Донна Саммер                              | 4:01         |

| №  | Название                          | Автор(ы)                                    | Длительность |
| -- | --------------------------------- | ------------------------------------------- | ------------ |
| 1. | «Cold Love»                       | Кит Форси, Пит Белотт, Харольд Фальтермайер | 3:38         |
| 2. | «Who Do You Think You’re Foolin’» | Сильвестр Ливей, Джерри Рикс, Пит Белотт    | 4:18         |
| 3. | «Nightlife»                       | Пит Белотт, Джорджо Мородер                 | 4:00         |
| 4. | «Stop Me»                         | Пит Белотт, Кит Форси                       | 3:44         |
| 5. | «I Believe in Jesus»              | Донна Саммер                                | 3:37         |

| №   | Название                                          | Автор(ы)                                    | Длительность |
| --- | ------------------------------------------------- | ------------------------------------------- | ------------ |
| 1.  | «The Wanderer»                                    | Донна Саммер, Джорджо Мородер               | 3:47         |
| 2.  | «Looking Up»                                      | Пит Белотт, Джорджо Мородер, Донна Саммер   | 3:57         |
| 3.  | «Breakdown»                                       | Харольд Фальтермайер, Пит Белотт            | 4:08         |
| 4.  | «Grand Illusion»                                  | Джорджо Мородер, Донна Саммер               | 3:54         |
| 5.  | «Running for Cover»                               | Донна Саммер                                | 4:01         |
| 6.  | «Cold Love»                                       | Кит Форси, Пит Белотт, Харольд Фальтермайер | 3:38         |
| 7.  | «Who Do You Think You’re Foolin’»                 | Сильвестр Ливей, Джерри Рикс, Пит Белотт    | 4:18         |
| 8.  | «Nightlife»                                       | Пит Белотт, Джорджо Мородер                 | 4:00         |
| 9.  | «Stop Me»                                         | Пит Белотт, Кит Форси                       | 3:44         |
| 10. | «I Believe in Jesus»                              | Донна Саммер                                | 3:37         |
| 11. | «Who Do You Think You’re Foolin’» (Stereo — Edit) | Сильвестр Ливей, Джерри Рикс, Пит Белотт    | 3:55         |
| 12. | «Cold Love» (Edit)                                | Кит Форси, Пит Белотт, Харольд Фальтермайер | 3:11         |

| №   | Название                                        | Автор(ы)                                    | Длительность |
| --- | ----------------------------------------------- | ------------------------------------------- | ------------ |
| 1.  | «The Wanderer» (Figo Sound Radio Mix)           | Донна Саммер, Джорджо Мородер               | 3:12         |
| 2.  | «Looking Up» (Figo Sound Version)               | Пит Белотт, Джорджо Мородер, Донна Саммер   | 4:21         |
| 3.  | «Nightlife» (Le Flex Sunset Remix – Radio Edit) | Пит Белотт, Джорджо Мородер                 | 3:51         |
| 4.  | «The Wanderer»                                  | Донна Саммер, Джорджо Мородер               | 3:47         |
| 5.  | «Looking Up»                                    | Пит Белотт, Джорджо Мородер, Донна Саммер   | 3:57         |
| 6.  | «Breakdown»                                     | Харольд Фальтермайер, Пит Белотт            | 4:08         |
| 7.  | «Grand Illusion»                                | Джорджо Мородер, Донна Саммер               | 3:54         |
| 8.  | «Running for Cover»                             | Донна Саммер                                | 4:01         |
| 9.  | «Cold Love»                                     | Кит Форси, Пит Белотт, Харольд Фальтермайер | 3:38         |
| 10. | «Who Do You Think You’re Foolin’»               | Сильвестр Ливей, Джерри Рикс, Пит Белотт    | 4:18         |
| 11. | «Nightlife»                                     | Пит Белотт, Джорджо Мородер                 | 4:00         |
| 12. | «Stop Me»                                       | Пит Белотт, Кит Форси                       | 3:44         |
| 13. | «I Believe in Jesus»                            | Донна Саммер                                | 3:37         |
| 14. | «Grand Illusion» (Le Flex Poolside Mix)         | Джорджо Мородер, Донна Саммер               | 4:02         |
| 15. | «Looking Up» (Figo Sound Extended Version)      | Пит Белотт, Джорджо Мородер, Донна Саммер   | 6:44         |
| 16. | «Nightlife» (Le Flex Sunset Remix)              | Пит Белотт, Джорджо Мородер                 | 5:41         |
| 17. | «The Wanderer» (Figo Sound Full Mix)            | Донна Саммер, Джорджо Мородер               | 3:53         |

| Чарт (1980)                         | Высшая позиция |
| ----------------------------------- | -------------- |
| Австралия (Kent Music Report)       | 18             |
| Великобритания (UK Albums Chart)    | 55             |
| Германия (Offizielle Top 100)       | 54             |
| Испания (AFE)                       | 8              |
| Италия (Musica e dischi)            | 4              |
| Новая Зеландия (RMNZ)               | 16             |
| Норвегия (VG-lista)                 | 18             |
| США (Billboard 200)                 | 13             |
| США (Billboard Soul LPs)            | 12             |
| Финляндия (Suomen virallinen lista) | 9              |
| Франция (IFOP)                      | 2              |
| Швеция (Sverigetopplistan)          | 15             |
| Япония (Oricon)                     | 22             |

| Регион | Сертификация | Продажи  |
| --- | ------------ | -------- |
| США (RIAA) | Золотой      | 500 000^ |
| * Данные о продажах приведены только на основе сертификации. ^ Данные о тиражах приведены только на основе сертификации. |              |          |